# Vallée du Larboust
La vallée du Larboust (ou plus proprement peut-être vallée de Larboust ou Larboust tout court) est une vallée pyrénéenne du Luchonnais, située dans le département de la Haute-Garonne. Elle commence au col de Peyresourde (1 568 m), à la limite du département des Hautes-Pyrénées, en direction d'Arreau par la vallée du Louron. Elle correspond au cours de l'One, qui se jette dans la Pique à Bagnères-de-Luchon (630 m).

## Toponymie
Larboust est probablement un terme proto-basque, de larra (« lande/pâturage ») et bustia (« humide »), mais peut être une déformation d'un autre terme proto-basque, comme larrabeltzu, de larra (« pâturage »), be(he) (« partie inférieure »), -tzu (suffixe qui indique l'abondance).

## Géographie
Orientée ouest-est, la vallée du Larboust est la plus haute des vallées suspendues qui aboutissent à Luchon. C'est une vallée d'origine glaciaire formée principalement par les glaciers de la haute vallée d'Oô, qui s'ouvre sur le Larboust. Les villages sont installés sur les terrasses morainiques, principalement sur la rive gauche de l'One. Au-dessus de Luchon s'ouvre rive gauche une vallée secondaire, la vallée d'Oueil. L'One reçoit la Neste d'Oô (rive droite) puis la Neste d'Oueil (rive gauche) avant de se jeter dans la Pique.

## Principales communes
Les localités principales de la vallée du Larboust sont Portet-de-Luchon, Jurvielle, Poubeau, Cathervielle, Gouaux-de-Larboust, Cazeaux-de-Larboust, Garin, Castillon-de-Larboust, Saint-Aventin, Trébons-de-Luchon et Oô.
La route qui longe la vallée et qui joint Luchon à Bagnères-de-Bigorre, par le col de Peyresourde, a été aménagée au XVIIIe siècle par une décision de l'intendant de la Gascogne, Antoine Mégret d'Étigny.

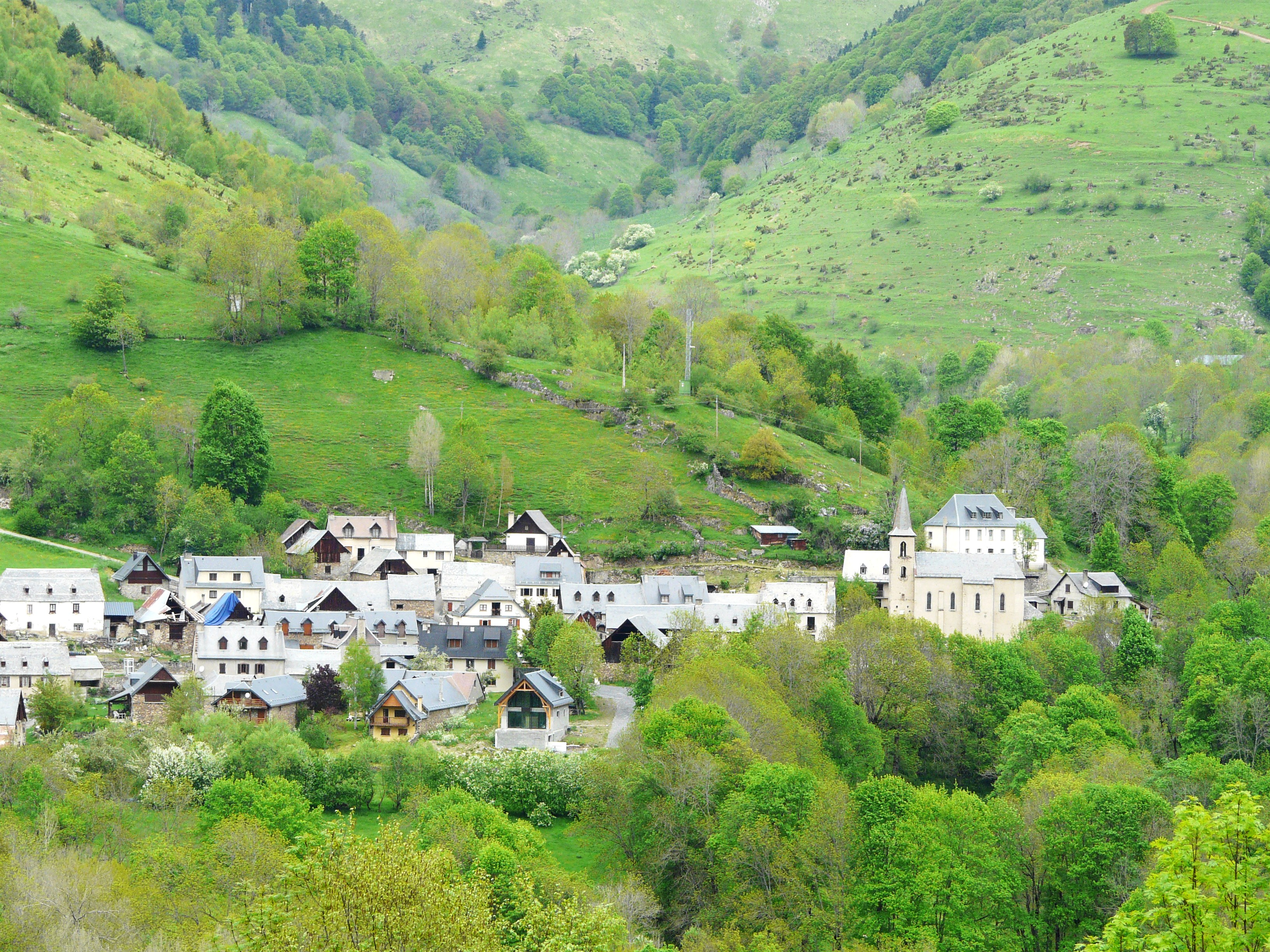
Portet-de-Luchon
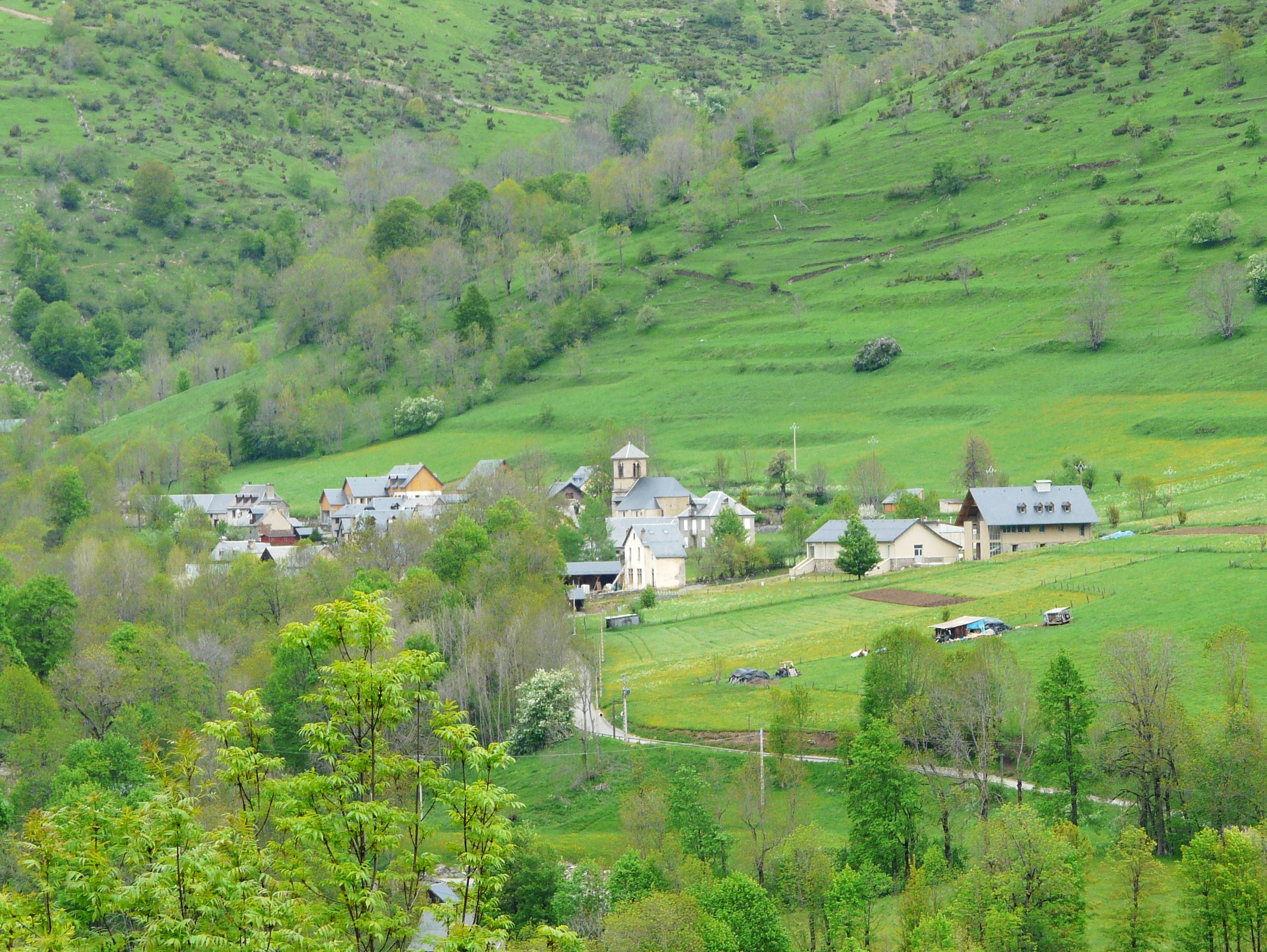
Jurvielle
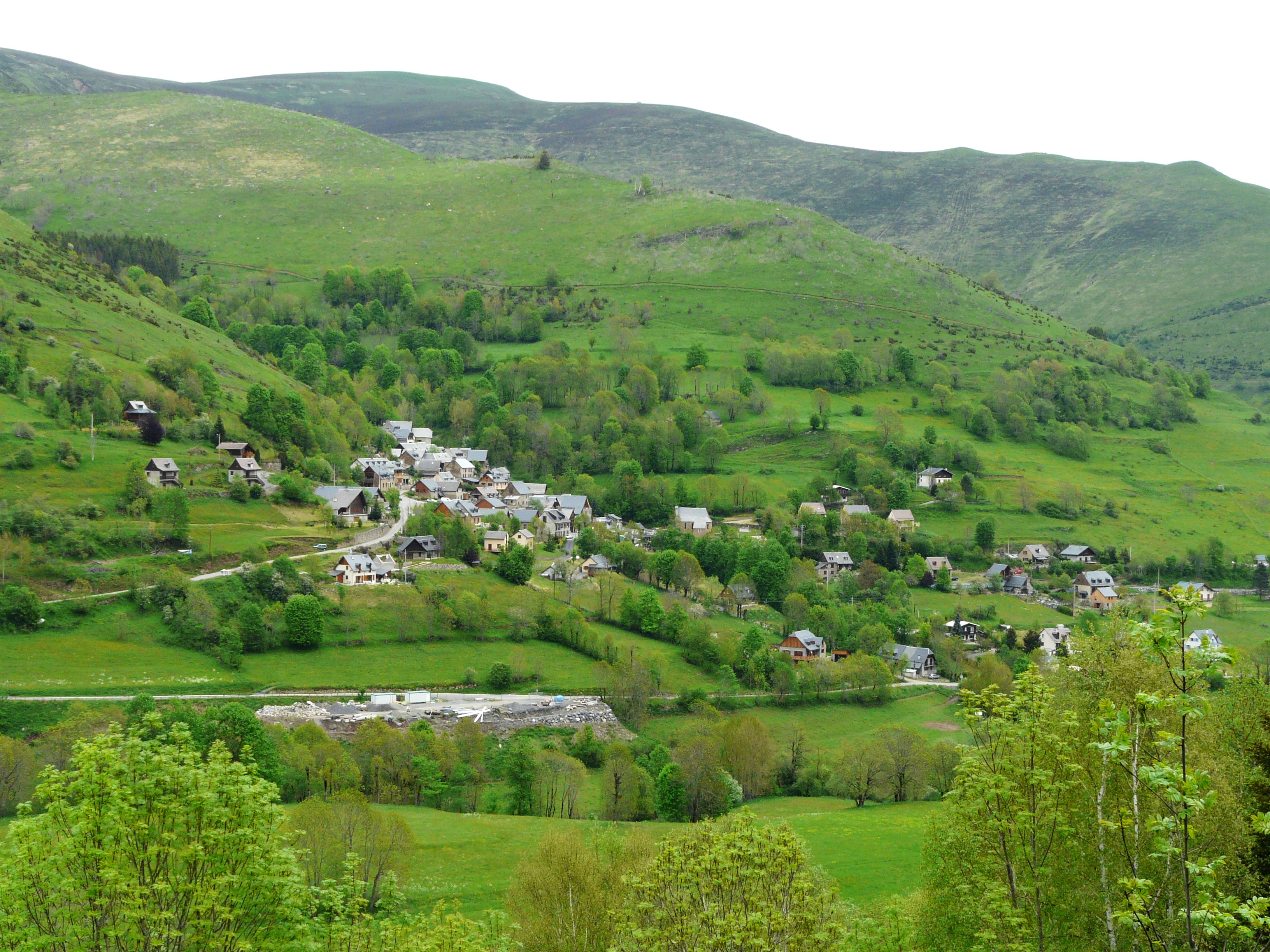
Poubeau
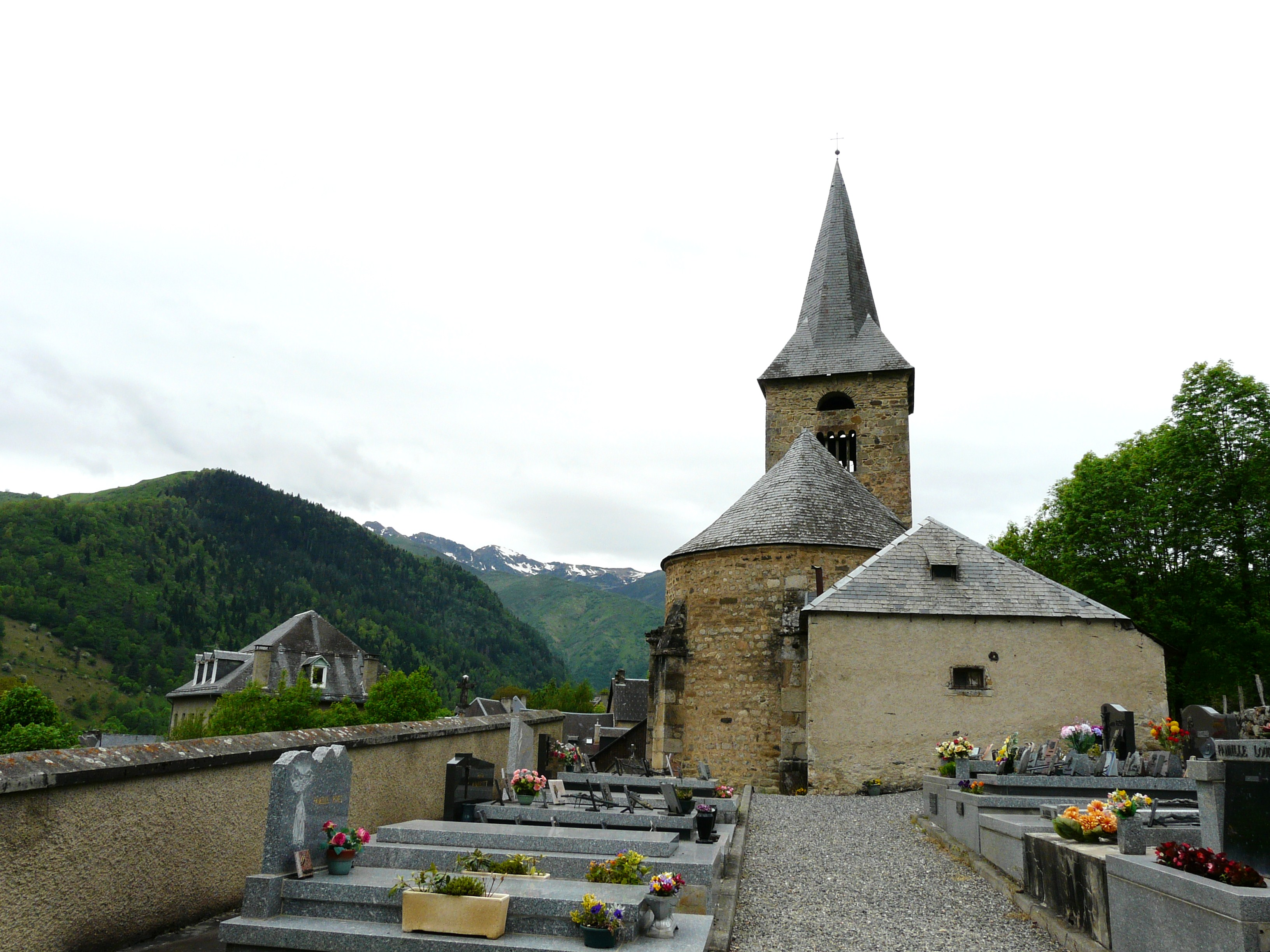
Cazaux-de-Larboust
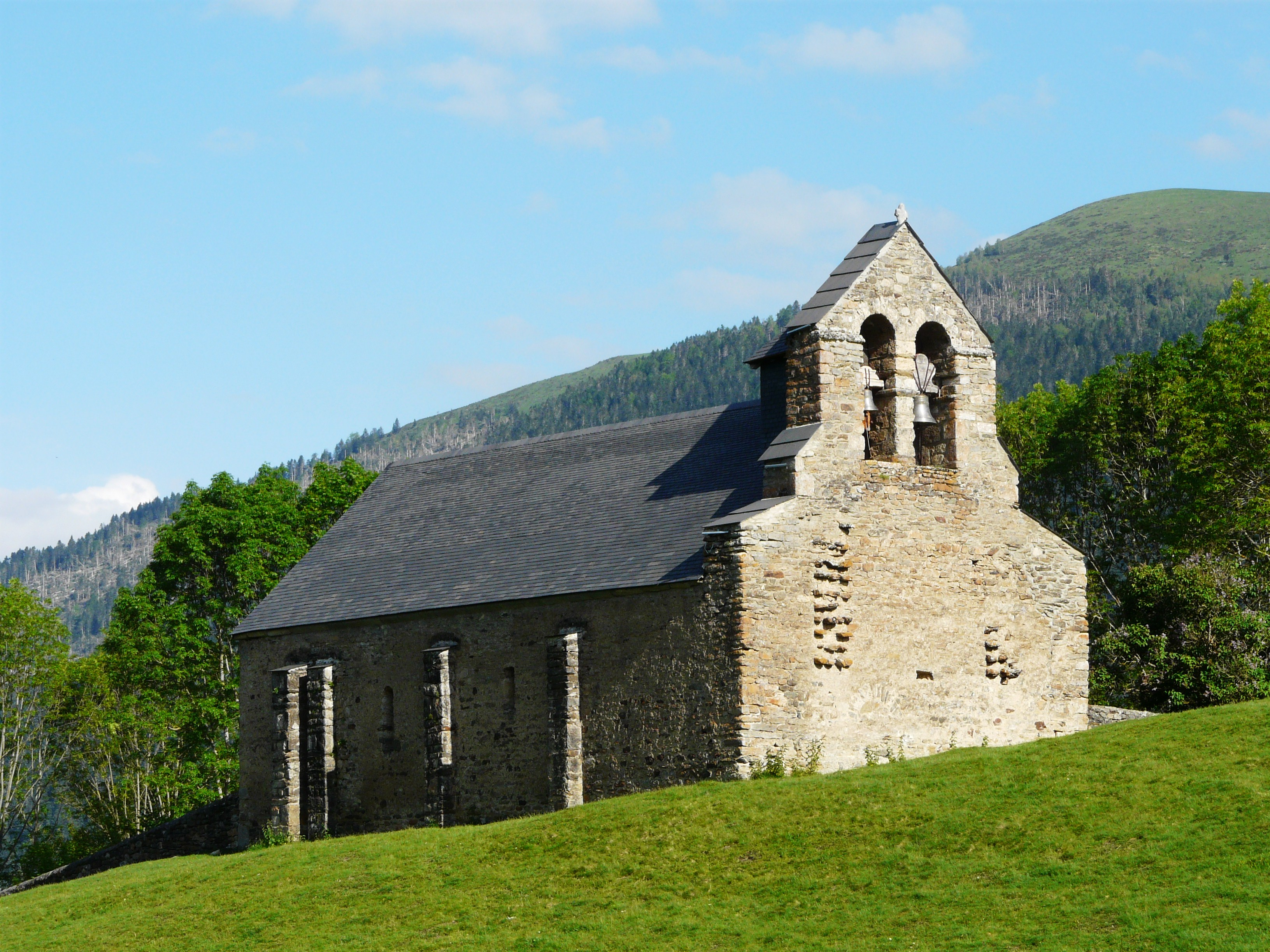
Garin
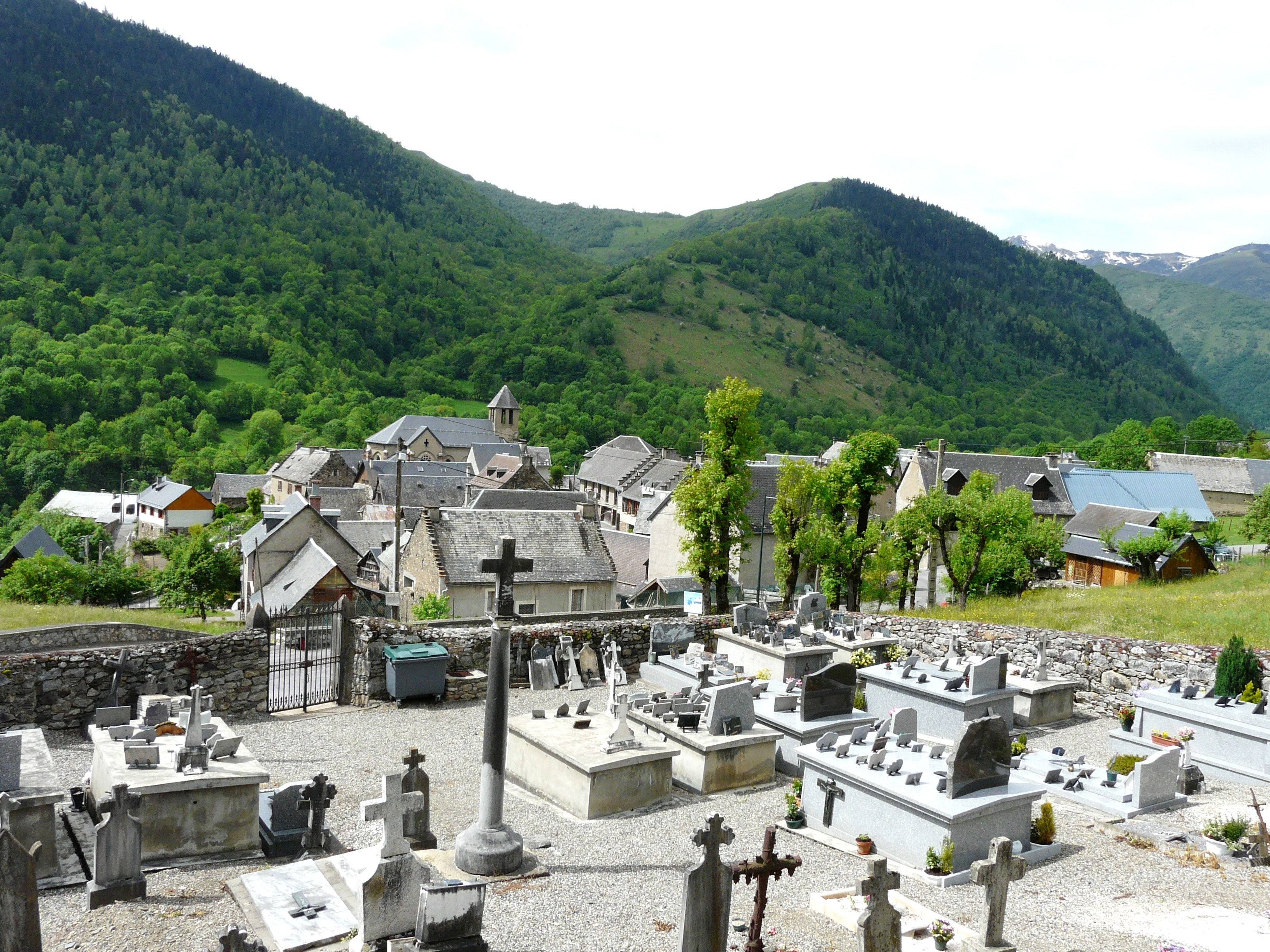
Castillon-de-Larboust
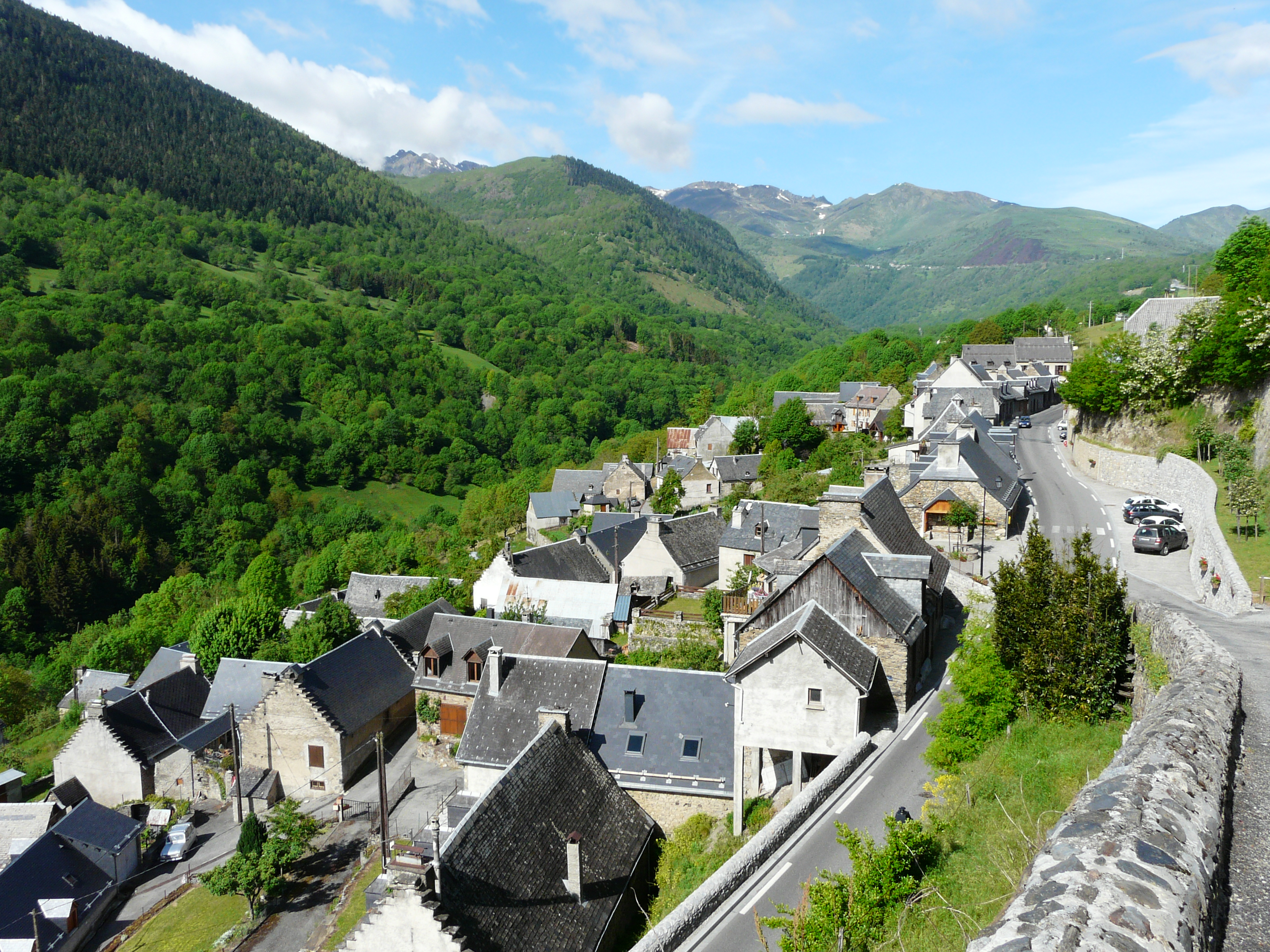
Saint-Aventin
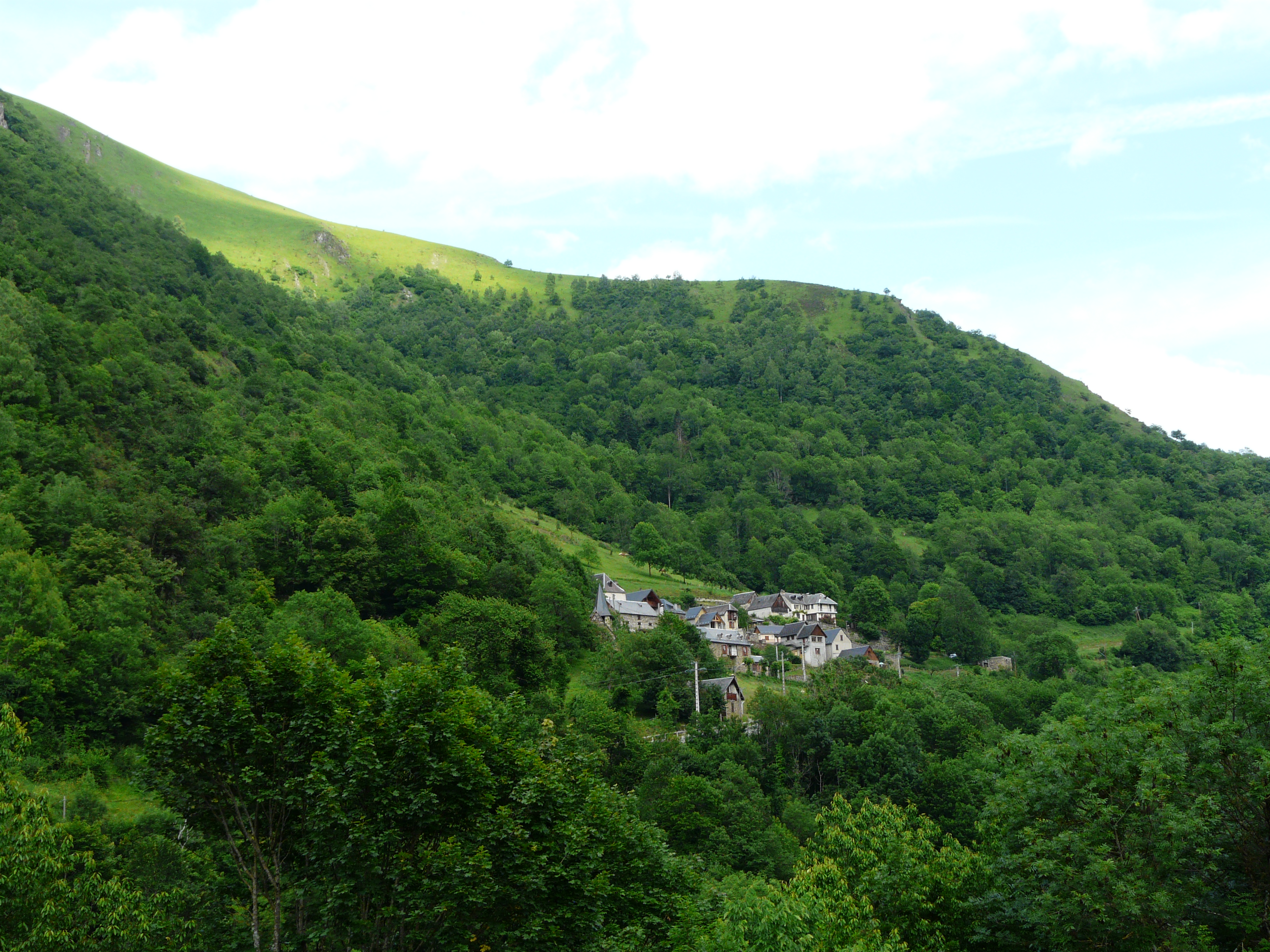
Trébons-de-Luchon

## Histoire

### Les vicomtes de Larboust
Le Larboust relève au Moyen Âge du comté de Comminges : d'abord des comtes de Comminges, puis d'une branche cadette qui depuis la seconde moitié du XIIe siècle assume la vicomté/comté d'Aure avec la suzeraineté sur les Quatre-Vallées. En effet Bertrande d'Aure, comtesse héritière d'Aure, se marie vers 1160 avec Guy de Comminges, fils cadet de Bernard Ier, comte de Comminges. Leurs deux fils se partagent leur succession : leur aîné Raimond de Comminges reçoit le comté d'Aure ; Odon († vers 1210), le cadet, devient le vicomte de Larboust. En lignée féminine, le Larboust s'est transmis sans interruption du Xe siècle jusqu'à la Révolution.

## Stations de ski
La principale station est celle de Peyragudes, à proximité du col de Peyresourde, formée en 1988 par l'union des stations de Peyresourde et des Agudes.

## Sites et monuments
La vallée du Larboust a connu une occupation humaine très ancienne, marquée par des cultes pré-chrétiens dont témoignent de nombreux monuments, des cippes et des stèles portant les noms de divinités locales (voir Dieux pyrénéens), majoritairement utilisés en remploi dans les murs des églises. L'étymologie du nom Larboust viendrait d'ailleurs du nom déformé du dieu Aherbelste. Les églises romanes sont une autre particularité marquante du Larboust, notamment celle de Saint-Aventin, dédiée à un ermite du VIIe ou VIIIe siècle, martyr des Sarrasins, dont la légende est restée très vivace ; ou celle de Saint-Pé de la Moraine, isolée sur une butte d'origine glaciaire, à Garin.

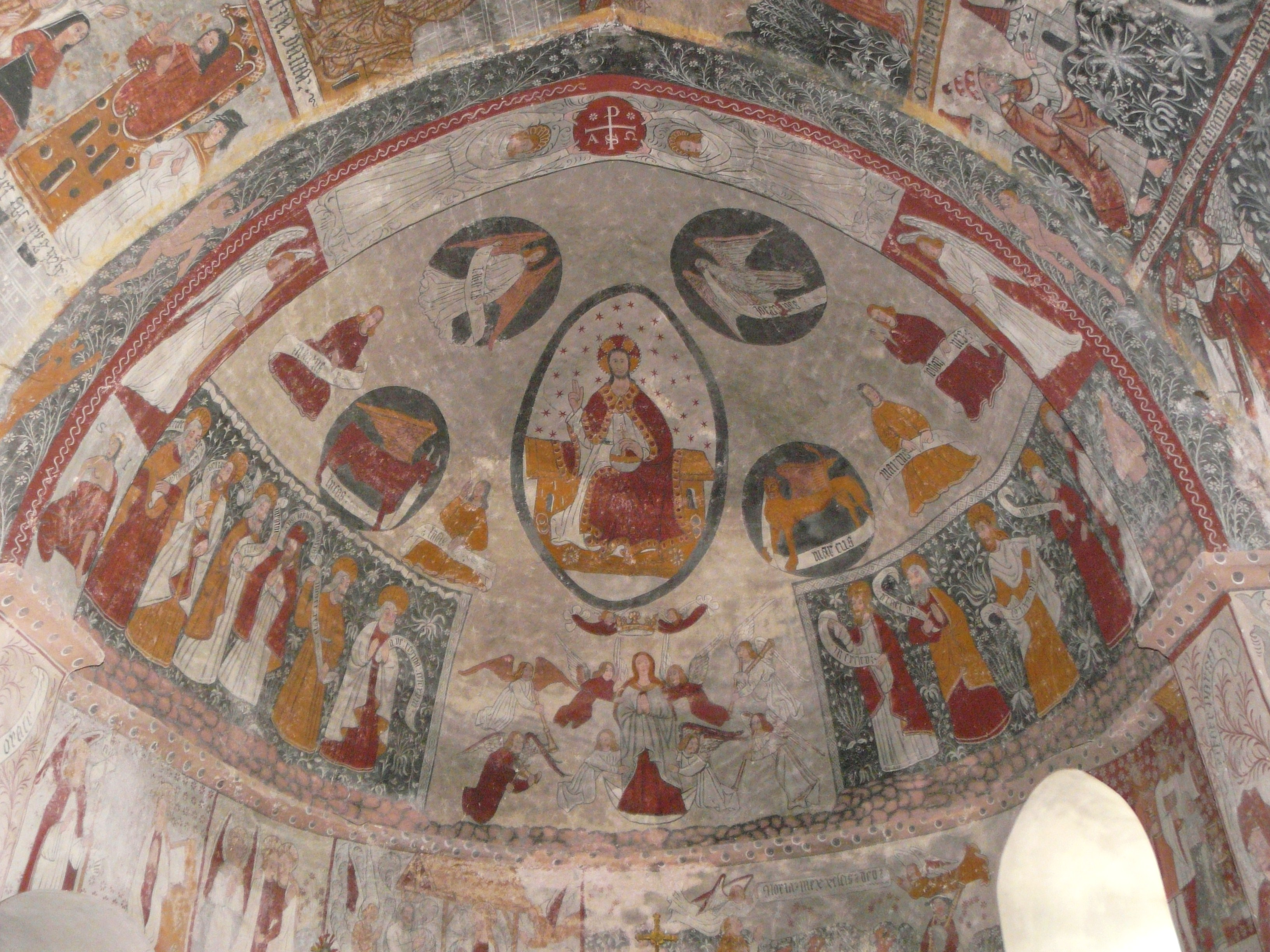
Fresques, église Sainte-Anne de Cazeaux-de-Larboust
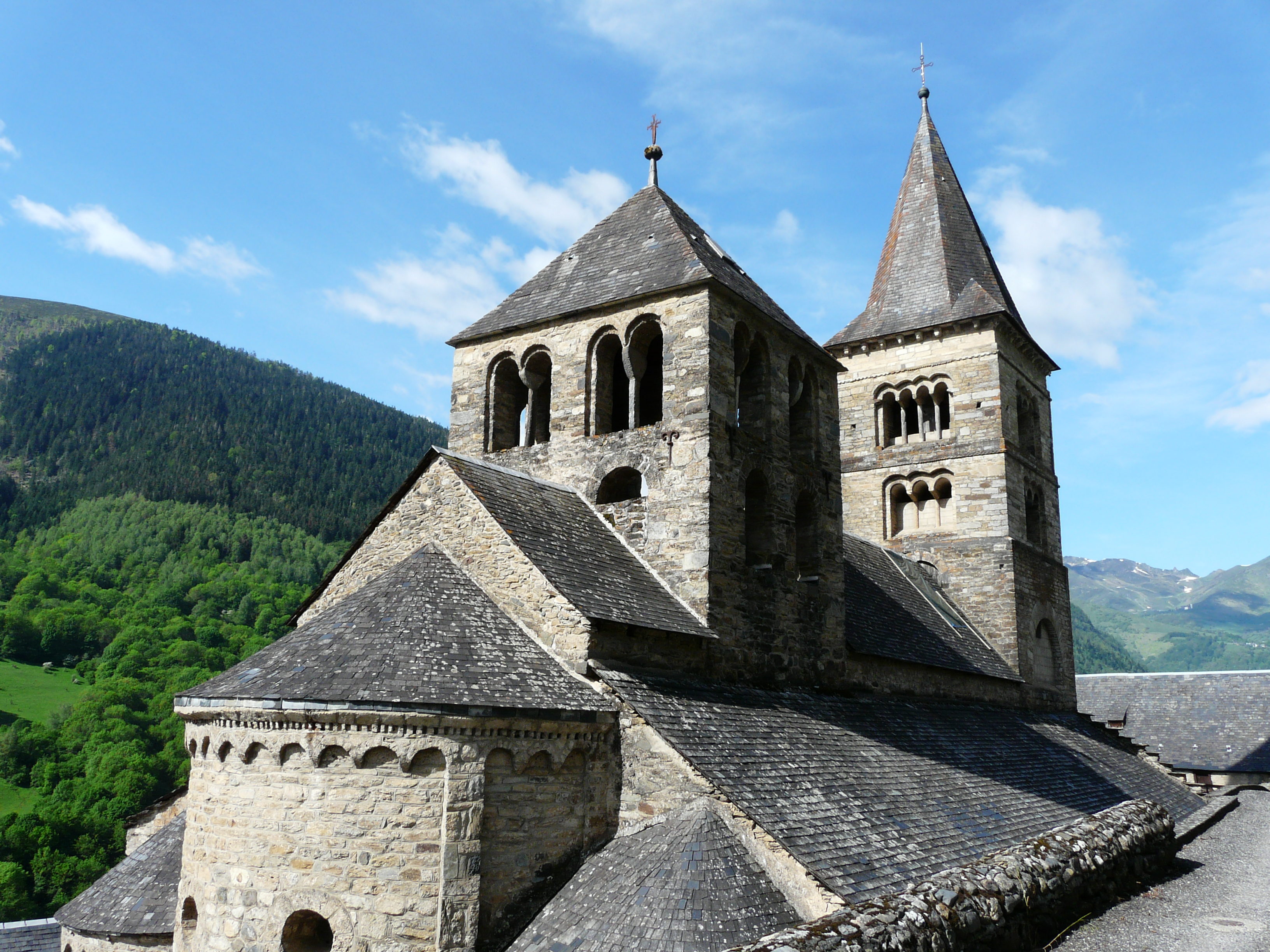
Église de Saint-Aventin
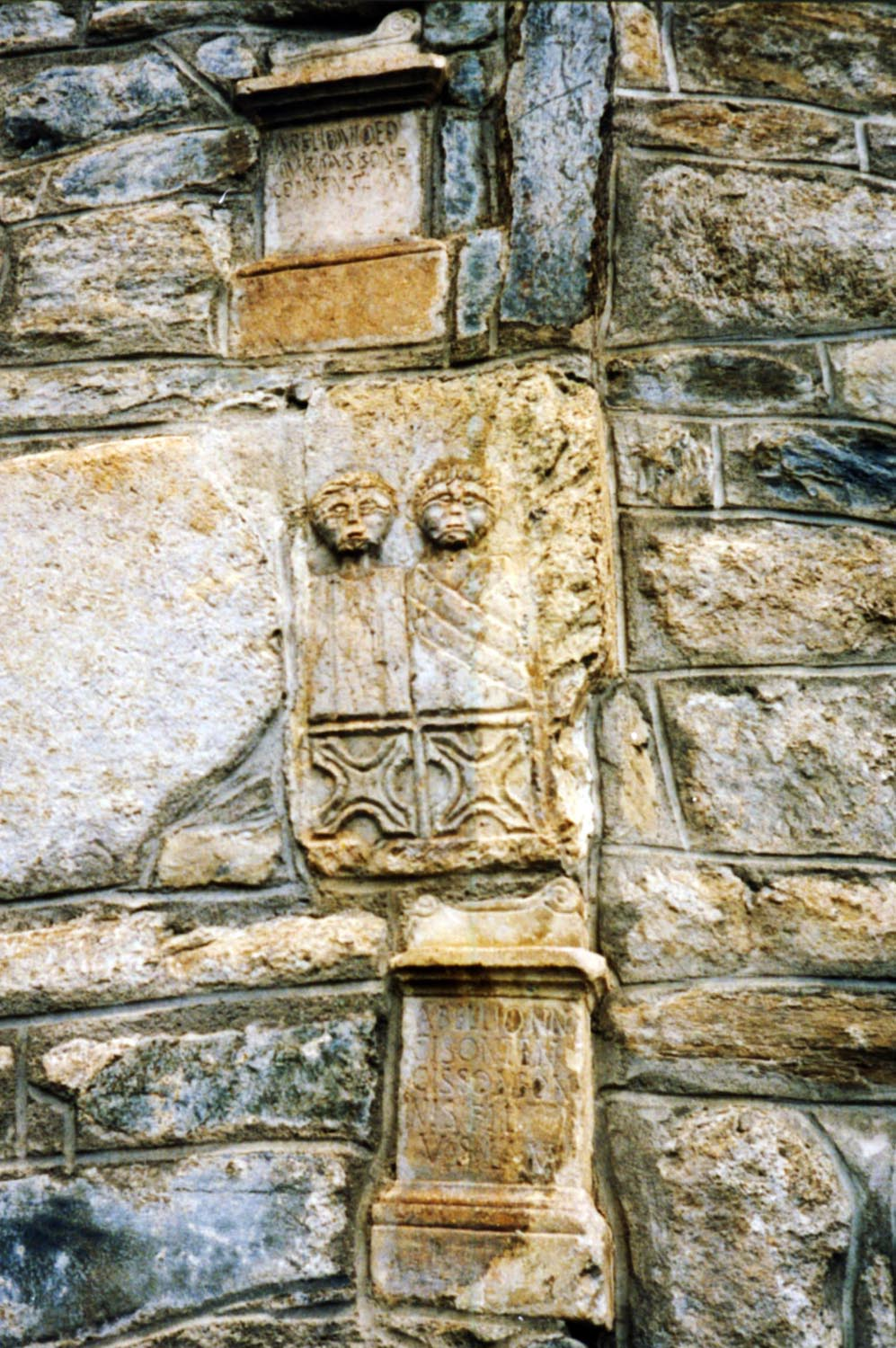
Saint-Aventin, autel au dieu Abellio et cippe funéraire

Vers le sud, la vallée offre une vue sur les grands sommets du Luchonnais, depuis Superbagnères, le Céciré, les Crabioules, le Lézat, les Gourgs-Blancs, etc. La vallée d'Oô ouvre les excursions vers le lac d'Oô, les lacs d'Espingo, Saussat, Portillon et enfin les ascensions vers les sommets du secteur.
Le col de Peyresourde étant un des points majeurs du Tour de France cycliste, la vallée du Larboust est fréquemment traversée par cette épreuve.